# Comuna Selîșce, Sarnî
Selîșce (în ucraineană Селище) este o comună în raionul Sarnî, regiunea Rivne, Ucraina, formată din satele Ceabel, Iasnohirka și Selîșce (reședința).

## Demografie
Componența lingvistică a comunei Selîșce
     Ucraineană (99,34%)
     Alte limbi (0,6%)
Conform recensământului din 2001, majoritatea populației comunei Selîșce era vorbitoare de ucraineană (99,34%), existând în minoritate și vorbitori de alte limbi.